# غاق
الغَاقُ أو غُرَابُ المَاءِ (الاسم العلمي: Phalacrocorax) (بالإنجليزية: Shag/Cormorant)‏ هو جنس من الطيور يتبع فصيلة الغاقيات من رتبة الأطيشيات.
يستغله الصيادون الصينيون في بحر لي جيانغ في الصين في صيد الأسماك نظراً لوجود جراب في رقبة الطائر يستخدمه في تخزين الأسماك ولكي لا يقوم الطائر نفسه بالتهام الأسماك، يلجأ الصيادون إلى لف بعض الخيوط حول عنق الطائر.
والطائر هذا ذو شهرة كبيرة حيث يعتبر الرمز لمدينة ليفربول حيث تتزين المباني الحكومية والعادية بتحف له، كما يُعتبر طائر الغاق رمزاً لنادي ليفربول الإنجليزي.